# Diego Urricariet
Diego Ernesto Urricariet (Provincia de Buenos Aires, 26 de septiembre de 1923-Buenos Aires, 11 de enero de 2019) fue un militar argentino, que se desempeñó como Ministro de Obras Públicas y Servicios durante la presidencia de facto de Roberto Eduardo Viola en 1981. Perteneció al Ejército Argentino y alcanzó la jerarquía de general de división.

## Carrera
Egresó del Colegio Militar de la Nación el 3 de marzo de 1942, integrando el arma de Ingenieros, integrante de la promoción 73.
Fue director de Fabricaciones Militares. Desde su puesto se opuso a algunas medidas del paquete económico de José Alfredo Martínez de Hoz, como la privatización de empresas públicas. El 26 de diciembre de 1977 entregó al Ejército Argentino el primer tanque fabricado en la Argentina, el TAM (Tanque Argentino Mediano).
Fue el primer Presidente de Petroquímica Bahía Blanca y de HIPASAN, Hierros Patagónicos S.A.
Pasó a retiro voluntario el 8 de enero de 1980.
El 29 de marzo de 1981, fue designado por el presidente (de facto) Viola, ministro de Obras y Servicios Públicos de la Nación.
En agosto de 1981 asumió interinamente como ministro de Industria y Minería, hasta la designación del nuevo titular.

## Enjuiciamiento
Fue procesado y absuelto por crímenes de lesa humanidad por secuestros y torturas en el marco de la causa en torno a la Fábrica Militar de Tolueno Sintético.[cita requerida]